# No Fences
| Críticas profissionais | Críticas profissionais |
| Avaliações da crítica  | Avaliações da crítica  |
| Fonte                  | Avaliação              |
| ---------------------- | ---------------------- |
| About.com              | [ 1 ]                  |
| Allmusic               | [ 2 ]                  |
| Artistdirect           | [ 3 ]                  |
| Entertainment Weekly   | A                      |
| Starpulse.com          | [ 5 ]                  |

No Fences é o segundo álbum do cantor country estadunidense Garth Brooks.

## Lista de faixas
1. "The Thunder Rolls" (Pat Alger, Garth Brooks) – 3:42
2. "New Way to Fly" (Kim Williams, Brooks) – 3:54
3. "Two of a Kind, Workin' on a Full House" (Bobby Boyd, Warren Dale Haynes, Dennis Robbins) – 2:31
4. "Victim of the Game" (Mark Sanders, Brooks) – 3:06
5. "Friends in Low Places" (DeWayne Blackwell, Earl "Bud" Lee) – 4:18
6. "This Ain't Tennessee" (Jim Shaw, Larry Bastian) - 4:08A
7. "Wild Horses" (Bill Shore, David Wills) – 3:08
8. "Unanswered Prayers" (Alger, Larry Bastian, Brooks) – 3:23
9. "Same Old Story" (Tony Arata) – 2:52
10. "Mr. Blue" (Blackwell) – 3:16
11. "Wolves" (Stephanie Davis) – 4:08

## Desempenho nas Paradas Musicais
No Fences ficou no número 3 da Billboard 200 nos Estados Unidos, e no primeiro lugar da Top Country Albums, seu primeiro álbum número um nas paradas country.
| Paradas (1990/1992)               | Posição topo |
| --------------------------------- | ------------ |
| Canadian RPM Top Albums           | 49           |
| Canadian RPM Country Albums       | 2            |
| U.S. Billboard 200                | 3            |
| U.S. Billboard Top Country Albums | 1            |

| Região         | Provedor     | Certificação | Vendas/Transferências |
| -------------- | ------------ | ------------ | --------------------- |
| Canadá         | Music Canada | 7× Platina   | mais de 700,000       |
| Estados Unidos | RIAA         | 17× Platina  | 17,900,000            |
| Mundo          |              |              | 23,000,000            |

### Paradas de fim de década
| Parada (1990-1999) | Posição |
| ------------------ | ------- |
| U.S. Billboard 200 | 4       |